# Cantone di Puymirol
Il Cantone di Puymirol era una divisione amministrativa dell'arrondissement di Agen.
È stato soppresso a seguito della riforma complessiva dei cantoni del 2014, che è entrata in vigore con le elezioni dipartimentali del 2015.
Comprendeva i comuni di:
- Castelculier
- Clermont-Soubiran
- Grayssas
- Lafox
- Puymirol
- Saint-Caprais-de-Lerm
- Saint-Jean-de-Thurac
- Saint-Pierre-de-Clairac
- Saint-Romain-le-Noble
- Saint-Urcisse